# 百鬼夜行——陰
《百鬼夜行——陰》是講談社出版、京極夏彥所著的恐怖小說集。以百鬼夜行系列的《姑獲鳥之夏》至《塗佛之宴》中的登場人物為主角的外傳故事。

## 發行信息
| 出版者         | 出版日期      | 媒介                   | 頁數  | 書籍編碼           | 譯者   |
| -------------- | ------------- | ---------------------- | ----- | ------------------ | ------ |
| 講談社         | 1999年7月15日 | 講談社Novels（新書判） | 374頁 | ISBN 9784061820807 |        |
| 講談社         | 2004年9月14日 | 講談社文庫（文庫判）   | 642頁 | ISBN 9784062748520 |        |
| 文藝春秋       | 2012年3月     | 单行本                 | 605頁 | ISBN 9784163812403 |        |
| 獨步文化       | 2011年8月15日 | 繁體中文版（平裝書）   | 384頁 | ISBN 9789866562969 | 林哲逸 |
| 上海人民出版社 | 2013年1月1日  | 簡體中文版（平裝書）   | 437頁 | ISBN 9787208109513 | 林哲逸 |

## 概要

### 窄袖之手
- 原題：
- 《魍魎之匣》和《絡新婦之理》的外傳（《小說現代》（講談社）1995年9月號 刊載）

- 劇情簡介

月光下，我定定地看著悄悄從窄袖伸出的白皙手腕，就這麼纏上了少女的脖子……
- 登場人物

杉浦 隆夫（Sugiura Takao）
柚木 加菜子（Yuzuki Kanako）

### 文車妖妃
- 原題：
- 《姑獲鳥之夏》的外傳（《小說現代》（講談社）1996年1月號 刊載）

- 劇情簡介

自小就出現在身邊的迷你女人，到底想告訴我什麼？當她終於說出那句話時，我的世界也為之崩潰……
- 登場人物

久遠寺 涼子（Kuonji Ryouko）
内藤 赳夫（Naitou Takeo）

### 目目連
- 原題：
- 《絡新婦之理》的外傳（《小說現代》（講談社）1996年8月號 刊載）

- 劇情簡介

回過神來，才發現到處都是緊盯著我看的眼珠。它們是從哪裡來的？我要怎麼做才能逃離它們……
- 登場人物

平野 佑吉（Hirano Yuukichi）
川島 喜市（Kawashima Kiichi）
矢野 妙子（Yano Taeko）
小坂 了稔（Kosaka Ryonen）
降旗 弘（Furuhata Hiromu）

### 鬼一口
- 原題：
- 《魍魎之匣》和《Loups=Garous 应避开的狼》的外傳（《小說現代》（講談社）1997年3月號 刊載）

- 劇情簡介

自小我就知道鬼會從頭一口吃掉說謊話、做壞事的人，時隔多年，鬼終於來了……
- 登場人物

鈴木 敬太郎（Suzuki Keitarou）
宫村 香奈男（Miyamura Kanao）
久保 竣公（Kubo Shunkou）
柿崎 芳美（Kakizaki Yoshimi）

### 煙煙羅
- 原題：
- 《鐵鼠之檻》的外傳（《小說現代》（講談社）1998年1月號 刊載）

- 劇情簡介

人死了就什麼都不剩，但我知道只有煙才是靈魂真正的形狀……
- 登場人物

棚桥 佑介（Tanahashi Yuusukei）
堀越 牧藏（Horigoshi Makizou）
和田 初（Wadai Hatsu）

### 倩兮女
- 原題：
- 《絡新婦之理》的外傳（《小說現代》（講談社）1998年5月號 刊載）

- 劇情簡介

我不會笑，也不懂人們為什麼要笑，而當我學會露出笑容時，也走到了人生的盡頭……
- 登場人物

山本 純子（Yamamoto Sumiko）
柴田 勇治（Shibata Yuuji）

### 火間蟲入道
- 原題：
- 《塗佛之宴 備宴》、《塗佛之宴 撤宴》的外傳（《小說現代》（講談社）1998年12月號 刊載）

- 劇情簡介

我到底在害怕什麼？我花了一輩子要找出答案，然而找到答案之後，真的就能不再害怕嗎……
- 登場人物

岩川 真司（Iwakawa Shinji）
彩賀 笙（Saiga Shou）

### 襟立衣
- 原題：
- 《鐵鼠之檻》的外傳（《小說現代》（講談社）1999年4月號 刊載）

- 劇情簡介

自小生活在香火鼎盛的教團的我，一直以為眾人朝拜的是祖父的神通力，看來並非如此……
- 登場人物

圓 覺丹（Madoka Kakutan）
圆 觉道（Madoka Kakudou）
圆 觉正（Madoka Kakushou）
牧村 拓道（Makimura Takudou）

### 毛倡妓
- 原題：
- 《絡新婦之理》的外傳（《小說現代》（講談社）1999年6月號 刊載）

- 劇情簡介

身為警察的我厭惡賣春女，本是理所當然之事；但在厭惡感的背後似乎隱藏著一個早已被我遺忘的祕密……
- 登場人物

木下 圀治（Kinoshita Kuniharu）
青木 文藏（Aoki Bunzou）

### 川赤子
- 原題：
- 與《姑獲鳥之夏》開頭的故事有關聯的外傳（講談社Novels版收錄）

- 劇情簡介

我喜歡水，某日卻發現水中有某種軟膩黏稠之物欺上身來，逼我憶起消失在腦中深處的漆黑記憶……
- 登場人物

關口 巽（Sekiguchi Tatsumi）
關口 雪繪（Sekiguchi Yukie）
鸟口 守彦（Toriguchi Morihiko）
中禅寺 敦子（Chuuzenji Atsuko）

## 外部連結
- （简体中文）百鬼夜行－阴(豆瓣) - 豆瓣读书 （页面存档备份，存于）
- （简体中文）乐于《百鬼夜行·阴》——京极堂系列诡异妖怪短篇小说集作品